# Puzzle (película)
Puzzle es una película estadounidense de drama dirigida por Marc Turtletaub y escrita por Oren Moverman y Polly Mann, basada en la película argentina de 2010 del mismo nombre.  Es protagonizada por Kelly Macdonald, Irrfan Khan, David Denman, Bubba Weiler, Austin Abrams, Liv Hewson y sigue a una madre ama de casa que participa en una competencia de construcción de rompecabezas. La película tuvo su premier en el Festival de Cine de Sundance de 2018. Sony Pictures Classics luego adquirió los derechos mundiales de la película y la estrenó el 27 de julio de 2018.

## Sinopsis
Agnes, una madre de los suburbios, descubre su pasión por los rompecabezas, algo que le llevará a introducirse en un mundo desconocido para ella. 

## Reparto
- Kelly Macdonald como Agnes, esposa de Louie y madre de Ziggy y Gabe.
- Irrfan Khan como Robert, compañero de rompecabezas de Agnes.
- David Denman como Louie, marido de Agnes y padre de Ziggy y Gabe.
- Bubba Weiler como Ziggy, hijo mayor de Agnes y Louie y hermano de Gabe.
- Austin Abrams como Gabe, hijo menor de Agnes y Louie, hermano de Ziggy y novio de Nicki.
- Liv Hewson como Nicki, la novia de Gabe.